# گوموش‌داملا (آیدین‌تپه)
گوموش‌داملا (به ترکی استانبولی: Gümüşdamla) (به کردی: Zargîdî) یک منطقهٔ مسکونی در ترکیه است که در آیدین‌تپه واقع شده‌است. گوموش‌داملا ۲۵۷ نفر جمعیت دارد.